# Emoia physicina
Emoia physicina är en ödleart som beskrevs av  Brown och PARKER 1985. Emoia physicina ingår i släktet Emoia och familjen skinkar. Inga underarter finns listade i Catalogue of Life.